# An'Neris
Neris Baldassarri, nota con lo pseudonimo An'Neris (Brescia, 28 febbraio 1947), è una cantante italiana, nota nei primi anni sessanta.

## Biografia
Debutta a tredici anni guadagnandosi l'appellativo di "Miss Rock'n'roll"; viene scoperta dal maestro Vitaliano Caruso, che la fa debuttare con la sua etichetta, la Caruso.
Nel 1962, dopo aver ottenuto un contratto discografico con la Carosello, prende parte al Festival internazionale del twist e al Festival di Topolino con la canzone "I magnifici tre".
Sempre nel 1962 partecipa al Gran Festival di Piedigrotta interpretando "Carulina Saint Tropez" in abbinamento con Joe Sentieri e "Na stella vò cadè", abbinata alla cantante Livia.
Urlatrice di forte personalità, le viene assegnato il Kaberlaba Rivelazione 1962 per la sua comunicativa e per il calore delle sue esecuzioni.
Nel 1964 prende parte alla prima edizione del Festivalbar con il brano Dov'ero.
Dopo il cambio di casa discografica ed il passaggio a La Ghenga incide altri dischi, per poi ritirarsi dall'attività.

## Discografia parziale

### Singoli
- 1961: Un rock per te/W il Mantova (Caruso, CV/10/13)
- 1962: Selene/Harry Boy (Carosello, CI-20062)
- 1962: Matta matta/Voglio saper (Carosello, CI-20066)
- 1962: Una notte/Un Joe (Carosello, CI-20069)
- 1962: Nuie ce lassamo/Carulina Saint Tropez (Carosello, CI-20076)
- 1962: I magnifici tre/Archimede Pitagorico (Carosello, CI-20080)
- 1962: Un sole caldo caldo caldo/Archimede Pitagorico (Nuova Enigmistica Tascabile, N. 456; lato A canta Dario Tilli)
- 1963: Corsaro/Pippo non lo sa (Carosello, CI-20090)
- 1964: Do You Want to Dance?/Abra-Kadabra (La Ghenga, G 41098)
- 1964: Odio questi trenta giorni/Dov'ero (La Ghenga, G 41103)